# Violent Pacification
Violent Pacification è il secondo EP dei Dirty Rotten Imbeciles, pubblicato nel 1983 dalla Rotten Records.

## Tracce
1. Violent Pacification
2. Running Around
3. Couch Slouch
4. To Open Closed Doors

## Formazione
- Kurt Brecht – voce
- Spike Cassidy – chitarra, cori
- Josh Pappe – basso
- Eric Brecht – batteria, cori